# John von Neumann Theory Prize
Il John von Neumann Theory Prize è un premio, assegnato annualmente dall'Institute for Operations Research and the Management Sciences (INFORMS) ed intitolato al matematico John von Neumann, destinato a scienziati (individuali o a gruppi) che hanno fornito contributi fondamentali e sostanziali nel campo della ricerca operativa e delle scienze manageriali.
Il premio, che è composto da una somma di 5.000 dollari statunitensi, un medaglione ed una citazione, viene conferito sin dal 1975. Il primo a ricevere tale merito fu George Dantzig per il suo lavoro sulla programmazione lineare.

## Elenco dei vincitori
- 1975: George Dantzig
- 1976: Richard Bellman
- 1977: Felix Pollaczek
- 1978: John Nash e Carlton Lemke
- 1979: David Blackwell
- 1980: David Gale, Harold Kuhn e Albert Tucker
- 1981: Lloyd Shapley
- 1982: Abraham Charnes, William Cooper e Richard Duffin
- 1983: Herbert Scarf
- 1984: Ralph Gomory
- 1985: Jack Edmonds
- 1986: Kenneth Arrow
- 1987: Samuel Karlin
- 1988: Herbert Simon
- 1989: Harry Markowitz
- 1990: Richard Karp
- 1991: Richard Barlow e Frank Proschan
- 1992: Alan Hoffman e Philip Wolfe
- 1993: Robert Herman
- 1994: Lajos Takacs
- 1995: Egon Balas
- 1996: Peter Fishburn
- 1997: Peter Whittle
- 1998: Fred Glover
- 1999: Ralph Tyrrell Rockafellar
- 2000: Ellis Johnson e Manfred Padberg
- 2001: Ward Whitt
- 2002: Donald Iglehart e Cyrus Derman
- 2003: Arkadi Nemirovski e Michael Todd
- 2004: John Michael Harrison
- 2005: Robert Aumann
- 2006: Martin Grötschel, László Lovász e Alexander Schrijver
- 2007: Arthur Veinott
- 2008: Frank Kelly
- 2009: Yurii Nesterov e Yinyu Ye
- 2010: Søren Asmussen e Peter Glynn
- 2011: Gérard Cornuéjols
- 2012: George Nemhauser e Laurence Wolsey
- 2013: Michel Balinski
- 2014: Nimrod Megiddo
- 2015: Vašek Chvátal e Jean Bernard Lasserre